# Litewska Biblioteka Narodowa im. Martynasa Mažvydasa
Litewska Biblioteka Narodowa im. Martynasa Mažvydasa (lit. Lietuvos nacionalinė Martyno Mažvydo biblioteka) – litewska biblioteka narodowa założona w 1919 roku w Kownie, przeniesiona w 1963 roku i działająca do dziś w Wilnie.

## Historia
Biblioteka rozpoczęła działalność 1 lutego 1919 roku po podjęciu, w styczniu tego samego roku, przez Litewski Ludowy Komisariat ds. Edukacji decyzji o przekształceniu Wileńskiej Biblioteki Publicznej w Centralną Bibliotekę Litewską. Działała krótko, bo do 21 kwietnia 1919 roku, gdy Wilno zostało zajęte przez wojska polskie. Zbiory biblioteki zostały włączone do księgozbioru Biblioteki Uniwersytetu Wileńskiego.
Pierwszy dyrektor Biblioteki, Eduardas Volteris, przeniósł się do Kowna. Tam 2 grudnia 1919 roku, z rozkazu Tymczasowego Rządu Litewskiego w Kownie, został dyrektorem Centralnej Biblioteki Państwowej. Gromadzono zbiory, ale biblioteka nie miała budynku – książki były przechowywane w pomieszczeniach parlamentu litewskiego, gdzie w latach 1919–1921 działała mała czytelnia. W 1923 roku, a potem w latach 1934–1935, Ministerstwo Edukacji podjęło decyzję o przeniesieniu cenniejszych zbiorów starych książek do Biblioteki Uniwersytetu w Kownie, pozostawiając w Centralnej Bibliotece Państwowej głównie nowe publikacje litewskie. Wydana w 1936 roku ustawa o państwowych bibliotekach publicznych wyznaczyła bibliotece zadanie zbierania i przechowywania wszystkich litewskich druków publikowanych na Litwie i za granicą. W latach 1940–1941 zbiory biblioteki powiększyły się głównie dzięki przejęciu przez bibliotekę znacjonalizowanych kolekcji książek. Na początku 1941 roku zbiory liczyły ponad 200 000 woluminów.
Po zajęciu Litwy przez ZSRR w 1940 roku biblioteka zaczęła stosować radzieckie normy. Gdy Wilno zajęły wojska hitlerowskie, pomieszczenia biblioteki przeznaczono na cele wojskowe, a ze zbiorów usunięto 19 175 woluminów niezgodnych z faszystowską ideologią. 13 września 1944 roku po wycofaniu się wojsk hitlerowskich bibliotekę przeniesiono do pomieszczeń dawnej Izby Handlu, Przemysłu i Rzemiosła. Po zakończeniu wojny biblioteczne zbiory powiększano o wszystkie publikacje wydawane na terytorium ZSRR, a od 1949 roku tylko w języku rosyjskim. Jednocześnie w okresie tym ze zbiorów usunięto wiele książek „ideologicznie szkodliwych” – w samym 1950 roku 30 ton książek przekazano na makulaturę lub spalono w piecach biblioteki. Także wiele książek i prawie wszystkie czasopisma z okresu II wojny światowej i lat międzywojennych zostało wyłączonych z udostępniania.
W 1951 roku bibliotece zmieniono nazwę na Biblioteka Państwowa Litewskiej Socjalistycznej Republiki Radzieckiej. Biblioteka wznowiła współpracę z zagranicznymi bibliotekami, zbiory zaczęły się rozrastać, rosła również liczba pracowników. Ponieważ zaczęło brakować miejsca, podjęto decyzję o przeniesieniu zbiorów i biblioteki. Budowę nowego gmachu w Wilnie rozpoczęto w 1951 roku, a otwarcie pierwszego w krajach bałtyckich gmachu zaprojektowanego dla biblioteki nastąpiło 4 grudnia 1963 roku z udziałem sekretarza Komitetu Centralnego Komunistycznej Partii Litwy.
6 grudnia 1963 roku biblioteka rozpoczęła działalność. Od 1988 roku biblioteka nosi imię Martynasa Mažvydasa. W 1988 roku zbiory biblioteki liczyły 5 milionów woluminów. 30 maja 1989 roku ponownie zmieniono nazwę na Litewska Biblioteka Narodowa im. Martynasa Mažvydasa. W 1991 roku uchwałą Rady Najwyższej Republiki Litewskiej biblioteka otrzymała status biblioteki parlamentarnej.

## Budynek
Projekt budynku przygotował białoruski architekt Viktoras Anikinas. Z powodu opóźnień w budowie socrealistyczny wystrój fasady został uproszczony, a wnętrze stało się bardziej modernistyczne. Do budowy zatrudniono niemieckich jeńców wojennych.

### Rekonstrukcja
Decyzję o przeprowadzeniu remontu podjęto 29 września 2008 roku podpisując umowę ze spółką YIT Kausta AB. Projekt miał być zakończony do 2011 roku, ale kryzys gospodarczy wymusił przedłużenie umowy początkowo do końca czerwca 2016 roku, a ostatecznie otwarcie budynku nastąpiło 2 września 2016 roku. Koszty przebudowy, które wyniosły 25 910 125 euro, pokryły Państwowy Program Inwestycyjny, Fundusz Spójności Unii Europejskiej oraz budżet Republiki Litewskiej.
Autorami projektu ze studia 2XJ byli: Jokūbas Jurgelis, Laimis Valančiūnas i Jurga Marcinauskaitė.

### Nagrody
Przyznane za zrealizowany projekt rekonstrukcji budynku:
- W 2017 roku projekt rekonstrukcji Litewskiej Biblioteki Narodowej im. Martynasa Mažvydasa w Wilnie przygotowany przez litewskie studio architektoniczne 2XJ znalazł się w piątce laureatów ósmej edycji nagrody architektonicznej The Idea-Tops Award przyznawanej w Chinach[6].
- I miejsce w konkursie Mano erdvė 2017 (Moja przestrzeń 2017)[7]
- I miejsce w konkursie Geras dizainas (Dobry design)[7]
- złoty medal w konkursie Lietuvos metų gaminys 2016 (Litewski produkt roku 2016), którego organizatorem była Litewska Konfederacja Przemysłowców[6]

## Zbiory

### Zbiór paleotypów
Biblioteka posiada zbiór 858 paleotypów, czyli książek wydanych w latach 1501–1551. Większość z nich została wydana w Niemczech (Kolonia, Strasburg). W zbiorze znalazły się również egzemplarze ze Szwajcarii, Francji i Włoch oraz z Polski. Wśród druków wydanych w Polsce w zbiorach litewskiej biblioteki znalazły się cztery druki z drukarni Jana Hallera, pięć Hieronima Wietora, siedem Floriana Unglera oraz pięć Macieja Scharffenberga.

### Zbiór pergaminów
Kolekcja zawiera 151 pergaminów. Ze względu na pochodzenie Rima Dirsytė dzieli je trzy grupy:
- charte regales – przywileje wielkich książąt litewskich i królów polskich (Aleksandra, Zygmunta I Starego, Zygmunta, Augusta, Stefana Batorego, Zygmunta III Wazy, Władysława IV Wazy, Jana Kazimierza, Michała Korybuta Wiśniowieckiego, Jana III Sobieskiego, Augusta II, Augusta III) oraz pisma carów rosyjskich pochodzące z XVIII–XIX wieku[9].
- ecclesiasticae – dokumenty papieskie z XV–XIX wieku[9].
- pagenses – pisma wydane przez magistrat miasta Wilna i dostojników świeckich i kościelnych pochodzące z XV–XVIII w., dowody pochodzenia i inne[9].